# ميتال سلج زيرو أونلاين
ميتال سلج زيرو أونلاين (بالإنجليزية: Metal Slug Zero Online)‏ ، هي لعبة إلكترونية على الإنترنت أنتجها فرع شركة إس إن كاي في كوريا الجنوبية سنة 2009م، وكانت تعمل حصراً على الحاسب الشخصي لنظام ويندوز، وتوقف الإصدار سنة 2013م.